# Adam Dickinson
Adam Dickinson (* 5. November 1986 in Liverpool) ist ein englischer Fußballspieler.

## Karriere
Dickinson wuchs in Liverpool auf und spielte in der Jugendmannschaft der Tranmere Rovers, jedoch schaffte er nicht den Sprung in den Profikader. 2006 wechselte er nach Wales zu den Gap Connah’s Quay Nomads aus der Region Flintshire, die sich später in Gap Connah’s Quay FC umbenannten. Bis Ende 2008 absolvierte Dickinson 29 Spiele in der League of Wales und erzielte dabei 11 Tore. Anfang 2009 wechselte der Stürmer nach Auckland City in die neuseeländische Liga. Von Juli bis September 2009 spielte Dickinson während der Ligapause in Neuseeland für den fidschianischen Verein Navua FC und kehrte anschließend nach Auckland zurück. Bis zum Ende der Saison 2012/2013 absolvierte Dickinson 49 Ligaspiele und erzielte dabei 10 Treffer. Außerdem war er in der OFC Champions League für Auckland City aktiv und erzielte dabei 11 Tore in 27 Spielen. Mit Auckland City gewann Dickinson 2009, 2011, 2012 und 2013 die OFC Champions League, lief außerdem fünfmal für seinen Club bei der FIFA Klub-WM auf und konnte dabei ein Tor erzielen.